# Persone di nome Carlo/Scrittori
| Questa pagina contiene informazioni ricavate automaticamente dalle voci biografiche con l'ausilio del template Bio e di un bot. L'aggiornamento è periodico e automatico e ricostruisce completamente la pagina. Se manca una persona in questa lista, sei pregato di non aggiungerla, ma accertati piuttosto che la sua voce biografica contenga il template Bio e che i dati anagrafici siano correttamente compilati. Se il template Bio manca, inseriscilo tu stesso o, in alternativa, metti l'avviso {{tmp\|Bio}} che ne segnala la mancanza. Se i dati riportati sono sbagliati, correggi direttamente la voce biografica; le modifiche saranno visibili in questa lista entro pochi giorni. Per chiarimenti vedi il progetto antroponimi. La lista contiene solo le 60 persone che sono citate nell'enciclopedia e per le quali è stato implementato correttamente il template Bio. Pagina aggiornata al 6 giu 2025. |

Questa è una lista di persone presenti nell'enciclopedia che hanno il nome Carlo e sono scrittori.

## A(3)
- Carlo A-Valle, scrittore e storico italiano (San Salvatore Monferrato, n. 1815 - Torino, † 1873)
- Carlo Ernesto Accetti, scrittore e critico d'arte italiano (Milano, n. 1882 - Nola, † 1961)
- Carlo Alianello, scrittore e sceneggiatore italiano (Roma, n. 1901 - Roma, † 1981)

## B(7)
- Carlo Baravalle, scrittore italiano (Como, n. 1826 - Milano, † 1900)
- Carlo Barbiano di Belgiojoso, scrittore, pittore e politico italiano (Milano, n. 1815 - Milano, † 1881)
- Carlo Barbieri, scrittore italiano (Palermo, n. 1946)
- Carlo Bernari, scrittore, antifascista e partigiano italiano (Napoli, n. 1909 - Roma, † 1992)
- Carlo Bini, scrittore, patriota e traduttore italiano (Livorno, n. 1806 - Carrara, † 1842)
- Carlo Brizzolara, scrittore e giornalista italiano (Noceto, n. 1911 - Ivrea, † 1986)
- Carlo Budel, scrittore italiano (Feltre, n. 1973)

## C(3)
- Carlo Cassola, scrittore, saggista e partigiano italiano (Roma, n. 1917 - Montecarlo, † 1987)
- Carlo Castellaneta, scrittore e giornalista italiano (Milano, n. 1930 - Palmanova, † 2013)
- Carlo Coccioli, scrittore italiano (Livorno, n. 1920 - Città del Messico, † 2003)

## D(5)
- Carlo D'Amicis, scrittore e conduttore radiofonico italiano (Taranto, n. 1964)
- Carlo Dadone, scrittore italiano (n. 1864 - Torino, † 1931)
- Carlo Cristiano Delforno, scrittore italiano (Rivarolo Canavese, n. 1943 - Casaprota, † 2000)
- Carlo Della Corte, scrittore italiano (Venezia, n. 1930 - Venezia, † 2000)
- Carlo del Balzo, scrittore e politico italiano (San Martino Valle Caudina, n. 1853 - San Martino Valle Caudina, † 1908)

## F(3)
- Carlo Bernardino Ferrero, scrittore italiano (Torino, n. 1866 - Torino, † 1924)
- Carlo Maria Franzero, scrittore e giornalista italiano (Torino, n. 1892 - Londra, † 1986)
- Carlo Fruttero, scrittore, traduttore e curatore editoriale italiano (Torino, n. 1926 - Roccamare, † 2012)

## G(7)
- Carlo Emilio Gadda, scrittore e poeta italiano (Milano, n. 1893 - Roma, † 1973)
- Tullio Giordana, scrittore, giornalista e avvocato italiano (Crema, n. 1877 - Milano, † 1950)
- Carlo Grande, scrittore, sceneggiatore e giornalista italiano (Torino, n. 1957)
- Carlo Leone Grandi, scrittore e giornalista italiano (Asti, n. 1818 - Asti, † 1872)
- Carlo Grillo, scrittore, poeta e matematico italiano (Casale Monferrato, n. 1919 - Moncalvo, † 1990)
- Carlo Guarrera, scrittore italiano (Catania, n. 1960)
- Carlo Gubitosa, scrittore e giornalista italiano (Taranto, n. 1971)

## I(1)
- Carlo Iberti, scrittore italiano (San Salvatore Monferrato, n. 1874 - Varallo, † 1946)

## L(7)
- Carlo Collodi, scrittore e giornalista italiano (Firenze, n. 1826 - Firenze, † 1890)
- Carlo Lajolo, scrittore e partigiano italiano (Vinchio, n. 1922 - Imperia, † 2009)
- Carlo Lapucci, scrittore italiano (Vicchio di Mugello, n. 1940)
- Carlo Laurenzi, scrittore e giornalista italiano (Livorno, n. 1920 - Roma, † 2003)
- Carlo Levi, scrittore e pittore italiano (Torino, n. 1902 - Roma, † 1975)
- Carlo Linati, scrittore e viaggiatore italiano (Como, n. 1878 - Rebbio di Como, † 1949)
- Carlo Lucarelli, scrittore, sceneggiatore e conduttore televisivo italiano (Parma, n. 1960)

## M(9)
- Carlo Maria Maggi, scrittore e commediografo italiano (Milano, n. 1630 - Milano, † 1699)
- Carletto Manzoni, scrittore, giornalista e umorista italiano (Milano, n. 1909 - Milano, † 1975)
- Carlo Marenco, scrittore italiano (Cassolnovo, n. 1800 - Savona, † 1846)
- Carlo Martigli, scrittore italiano (Pisa, n. 1951)
- Carlo Mazzantini, scrittore italiano (Roma, n. 1925 - Tivoli, † 2006)
- Carlo Mazzoni, scrittore italiano (Milano, n. 1979)
- Carlo Michelstaedter, scrittore, filosofo e poeta italiano (Gorizia, n. 1887 - Gorizia, † 1910)
- Carlo Montanaro, scrittore e giornalista italiano (Burano, n. 1946)
- Carlo Montella, scrittore italiano (Napoli, n. 1922 - Pisa, † 2010)

## P(4)
- Carlo Parri, scrittore italiano (Pisa, n. 1948)
- Carlo Pastorino, scrittore e poeta italiano (Masone, n. 1887 - Masone, † 1961)
- Carlo Patriarca, scrittore italiano (Sondrio, n. 1960)
- Carlo Placci, scrittore italiano (Londra, n. 1861 - Firenze, † 1941)

## R(5)
- Cletto Arrighi, scrittore, giornalista e politico italiano (Milano, n. 1828 - Milano, † 1906)
- Carlo Rosmini, scrittore e storico italiano (Rovereto, n. 1758 - Milano, † 1827)
- Carlo Roti, scrittore e attore teatrale italiano (Venezia, n. 1781 - Venezia)
- Carlo Rovini, scrittore, poeta e pubblicista italiano (Empoli, n. 1932 - Roma, † 1988)
- Carlo Rusconi, scrittore, politico e traduttore italiano (Bologna, n. 1812 - Roma, † 1889)

## S(3)
- Carlo Sgorlon, scrittore italiano (Cassacco, n. 1930 - Udine, † 2009)
- Carlo Squillante, scrittore e umorista italiano (Napoli, n. 1941)
- Carlo Stuparich, scrittore e patriota italiano (Trieste, n. 1894 - Monte Cengio, † 1916)

## T(1)
- Carlo Tedaldi Fores, scrittore italiano (Cremona, n. 1793 - Milano, † 1829)

## V(1)
- Carlo Vita, scrittore e giornalista italiano (Verona, n. 1925 - Garlasco, † 2019)

## Z(1)
- Carlo Zen, scrittore giapponese